# Adrianus Wilhelmus Kooijman
Adrianus Wilhelmus Kooijman (Teteringen, 5 september 1911 – Tilburg, 20 november 1987) was een Nederlands politicus van de KVP.
Hij werd geboren als zoon van Sebastiaan Kooijman (1882-1961; telegrafist) en Elisabeth Smits (1888-1961). Hij is afgestudeerd in de rechten en werd in 1935 benoemd tot aspirant-controleur bij het Binnenlands Bestuur (B.B.) van Nederlands-Indië. Twee jaar later, toen hij werkzaam was bij de residentie Djambi, volgde promotie tot controleur bij het Binnenlands Bestuur en begin 1941 bracht hij het tot controleur eerste klasse. Kooijman was hoofd van het Huisvestingbureau te Breda voor hij in oktober 1955 burgemeester van Dongen werd. In oktober 1976 ging Kooijman daar met pensioen en eind 1987 overleed hij op 76-jarige leeftijd.